# Desognaphosa windsor
Desognaphosa windsor is een spinnensoort uit de familie Trochanteriidae. De soort komt voor in Queensland.